# Pflegestandard
Pflegestandards sind Elemente der Qualitätssicherung in der professionellen Pflege. Sie legen anhand aktueller pflegewissenschaftlicher Erkenntnisse nachvollziehbare und überprüfbare Regeln zur Leistungserstellung in der Pflegepraxis fest. Damit definiert ein Pflegestandard den Handlungsrahmen, in dem individuelle Pflegemaßnahmen stattfinden, und anhand dessen die Pflegequalität bewertet wird. Seit 1984 ist die Bedeutung von Pflegestandards für die Pflegequalität von der Weltgesundheitsorganisation (WHO) definiert. Indem sie Kriterien für die Evaluation vorgeben, stellen Pflegestandards einen Bezug zum Pflegeprozess her.
Es gibt eine Vielzahl unterschiedlicher Standards, die sich hinsichtlich ihrer Ziele, ihrer Stellung in der Hierarchie, ihrer Urheber, ihrer Verbindlichkeit, ihrer Verbreitung und ihrer Inhalte unterscheiden und einteilen lassen. Die Bezeichnungen sind jedoch nicht eindeutig und erschweren so eine Zuordnung. Der Aufbau eines Pflegestandards folgt dabei keiner festgelegten Regelung, es gibt jedoch innerhalb der Pflegewissenschaft Bestrebungen, in dieser Frage eine einheitliche Struktur zu erarbeiten. Die Anwendung in der Praxis wird häufig von der Verbindlichkeit und Hierarchie bestimmt, die Einhaltung und Anwendung internationaler und nationaler Standards wird durch gesetzliche Vorgaben bestimmt und überprüft, die Umsetzung niederhierarchischer Handlungsrichtlinien können als einrichtungsinterne Dienst- oder Verfahrensanweisung verpflichtend sein oder als Empfehlung des Arbeitgebers formuliert und verstanden werden.

## Definitionen und sprachliche Problematik des Begriffs
Innerhalb der pflegewissenschaftlichen Fachsprache wird der Begriff Standard nicht eindeutig definiert und auf eine Reihe teilweise sehr unterschiedlicher Instrumente angewandt. Hinzu kommt, dass gleichartige Instrumente zur Qualitätssicherung eben nicht als Pflegestandard bezeichnet werden, sondern andere Bezeichnungen wie Pflegeleitlinie oder -richtlinie tragen. Trede spricht in diesem Zusammenhang von „babylonischen Sprachverwirrungen“, die den Umgang mit Pflegestandards in der Praxis erschweren. Die meisten pflegewissenschaftlichen Autoren berufen sich daher auf die Definition der WHO, wonach „Standards einem erreichbaren und professionell abgestimmten Leistungsniveau entsprechen und ein festgelegtes Soll der Pflegequalität wiedergeben, an dem die tatsächliche Leistung gemessen wird.“ Verschiedene landeseigene Definitionen lehnen sich an die WHO an. So wird ein Pflegestandard durch den Schweizer Berufsverband als „allgemein zu erreichendes Leistungsniveau, welches durch ein oder mehrere Kriterien beschrieben wird“ definiert, während das Deutsche Netzwerk für Qualitätsentwicklung in der Pflege (DNQP) darunter „ein professionell abgestimmtes Leistungsniveau, das den Bedürfnissen der damit angesprochenen Bevölkerung angepasst ist“ versteht und diesen als Qualitätsnorm bezeichnet. Diese sprachliche Uneinigkeit führt häufig dazu, Beschreibungen unter dem Begriff Pflegestandard zu subsumieren, die diesen Definitionen im Kern nicht entsprechen.

## Zielsetzungen
Allen Standards ist gemein, dass sie eine Zielvorstellung beinhalten und diese schriftlich erfassen und überprüfbar machen. Damit wird zugleich die Professionalisierung und die Abgrenzung der Pflege von anderen Berufsgruppen angestrebt. Es lassen sich im Groben zwei Zielsetzungen ausmachen, die sich durchaus widersprechen können: Einerseits normative Standards, die der Vereinheitlichung der Arbeitsweise dienen und andererseits die wissensbasierte Lösung von Problemen.
Normative Standards beziehen sich unter anderem auf häufig wiederkehrende Pflegemaßnahmen oder komplexere Pflegeprobleme und dienen damit der Erleichterung der Pflegedokumentation und Pflegeplanung. Zu dieser Gruppe gehören:
- Ablaufstandards, die einzelne Pflegehandlungen arbeitsorganisatorisch systematisieren
- Durchführungsstandards mit technisch-methodischem Charakter, die das Pflegeziel und die zur Erreichung des Pflegeziels gebotenen Pflegemaßnahmen beschreiben
- Standardpflegepläne, die sich auf ein bestimmtes Krankheitsbild oder eine bestimmte Pflegediagnose beziehen und neben den typischen Pflegeproblemen und Maßnahmen auch die anzustrebenden Ziele beinhalten.[8]

## Inhalte von Pflegestandards
- Die notwendigerweise zu erhebenden Informationen vor Durchführung der Pflege: den Patienten betreffende Problemstellungen; Pflegekategorie/-stufe; zu berücksichtigende persönliche Ressourcen des Patienten etc.
- Handlungspostulate für konkrete Pflegesituationen: Pflegediagnose, DRG-Fallgruppe, Krankheit-Gesundheit, Diagnosen, Therapieprogramm; Kooperation mit anderen Gruppen etc.
- Erforderliche Voraussetzungen beim Pflegepersonal: Qualifikation, Anzahl etc.
- Vorbereitungsschritte: Informationen, persönliche Vorbereitung, Material, Raum, zu pflegende Person, Absprachen im Team
- Wesentliche Punkte zum Ablauf der Durchführung: Reihenfolge der Maßnahmen, Einbeziehung des Patienten, Handgriffe
- Abschlussarbeiten und Nachbetreuung
- Mögliche Komplikationen, auf die man vorbereitet sein muss.

Nach Bartholomeyczik können Standards darüber hinaus auch berufspolitische oder wirtschaftliche Ziele haben, die als Sekundärfunktionen zu bezeichnen sind. Dazu gehören beispielsweise Standards, die Budgetierung, Ressourcenverteilung oder die Pflegepersonalplanung betreffen; einrichtungsinterne Standards können zum Beispiel auch mit dem Ziel formuliert werden, das hausinterne Qualitätsniveau der jeweiligen Zielgruppe bekannt zu machen oder neues Personal einzuarbeiten. Die Bezeichnung dieser Art von Richtlinien als Pflegestandards führt allerdings zu einer Verwässerung des Begriffs.
Ähnliches gilt für die erwähnten Standardpflegepläne, die eher mit den Leitlinien in der Medizin verglichen werden können.

## Urheber von Standards
Pflegestandards werden von verschiedenen Urhebern verfasst: Neben international tätigen Organisationen, wie der Weltgesundheitsorganisation oder dem International Council of Nurses (ICN), haben sozial- und gesundheitspolitische Gremien, nationale Pflegeverbände, Arbeitsgemeinschaften innerhalb der Pflege, einzelne Träger und Einrichtungen der stationären und ambulanten Pflege sowie Einzelpersonen Pflegestandards formuliert.

## Geltungsbereich, Verbindlichkeit und Hierarchie
- Universalstandards: Als Universalstandards, internationale oder Makrostandards werden von internationalen Organisationen wie der WHO oder dem ICN herausgegebene Standards bezeichnet. Sie beziehen sich auf länderübergreifende und grundlegende ethische Normen oder das berufliche Wertesystem.
- Richtlinienstandards: Eine geringere Reichweite haben die auch als Leitlinien oder ebenfalls Makrostandards bezeichneten nationalen Standards, die als Gesetzestext für alle Angehörigen der Pflege Gültigkeit erlangen können, ein Beispiel hierfür sind die Gemeinsamen Grundsätze und Maßstäbe zur Qualität und Qualitätssicherung einschließlich des Verfahrens zur Durchführung von Qualitätsprüfungen nach § 80 des SGB XI.[10] Diese Richtlinien haben bindenden Charakter für alle in der beruflichen Pflege eines Landes Beschäftigten und sind rechtlich einklagbar.
- Expertenstandards: Die vom Deutschen Netzwerk für Qualitätsentwicklung in der Pflege (DNQP), einem bundesweiten Zusammenschluss von Pflegefachexperten, herausgegebenen Expertenstandards haben für die nationale Pflege eine wesentliche Bedeutung. Sie sind pflegewissenschaftlich fundiert, die Methodik orientiert sich an der Entwicklung ärztlicher Leitlinien, die auf der Basis eines Überblicks des wissenschaftlichen Kenntnisstandes, überprüfbarer Therapieerfolge und Expertenkonsens erarbeitet werden. Analog zur medizinischen Leitlinienfindung über die evidenzbasierte Medizin wird in der Pflege das Evidence-based Nursing eingesetzt. In der deutschen Rechtsprechung werden die Expertenstandards als Darstellung des anerkannten und aktuellen Stands der Pflegeforschung angesehen. Sie gelten als vorweggenommenes Sachverständigengutachten für den Maßstab pflegerischer Sorgfalt. Daraus ergibt sich, dass die Nichtbeachtung von Expertenstandards von der Rechtsprechung als Sorgfaltspflichtverstoß und damit als Fahrlässigkeit bewertet werden, ohne dass die Standards im Gesetz verankert sind.[11] Das Aufstellen des Standards führt so zu einer Beweislastumkehr: Eine Pflegekraft, die abweichend von dem Standard gehandelt hat, muss sich rechtfertigen und beweisen, dass ihr Handeln dennoch nicht fahrlässig war.
- Lokale Standards: Die auch als Meso-, Mikro- oder Handlungsstandards bezeichneten Standards mit lokaler Reichweite beschreiben in der Regel einzelne Pflegemaßnahmen und beziehen sich auf Ablauf und Durchführung einzelner Pflegeinterventionen. Sie entstehen häufig innerhalb der Pflegeeinrichtungen oder Trägerschaften und haben als Dienstanweisung nur dort Gültigkeit. Standards mit denen Pflegeleitbilder oder Qualitätsmaßstäbe beschrieben werden, können beispielsweise von Pflegedienstleitungen als Handlungsempfehlung ausgesprochen oder als Bestandteil des Arbeitsvertrages Grundlage der Mitarbeit in einer Einrichtung werden.
  - Allgemeine Handlungsstandards: Eine weitere Differenzierung lokaler Standards kann sich auf die patientenbezogene Reichweite beziehen, allgemeine Standards beziehen sich dabei auf die Durchführung bestimmter Maßnahmen bei einer Patientengruppe.
  - Spezielle Handlungsstandards: Sie legen die Durchführung und die Qualität der pflegerischen Intervention für einen bestimmten Pflegeempfänger fest und entsprechen damit dem individuell erstellten Pflegeplan.[12]

Tabellarische Übersicht
| Instrumente                   | Weitere Bezeichnungen                               | Ziele | Inhalte | Geltungsbereich |
| ----------------------------- | --------------------------------------------------- | --- | --- | --- |
| Universalstandard             | - Internationaler Standard - Makrostandard          | - Sicherstellung eines übergreifenden Niveaus der professionellen Pflege - Gesellschaftliche, ethische und berufspolitische Normen     | - Wertvorstellungen der gesamten Berufsgruppe - Definitionen der Aufgaben und Verantwortlichkeiten professioneller Pflege - Definition eines bestimmten Qualitätsniveaus der Pflege | Gültig für jede Pflegekraft bei jeder pflegerischen Versorgung eines jeden Pflegebedürftigen unabhängig von seiner Erkrankung (international) |
| Richtlinienstandard           | - Nationaler Standard - Leitlinie - Makrostandard   | - Sicherstellung der Umsetzung normativer Vorgaben und entsprechender Gesetze - Definition des national angestrebten Qualitätsniveaus  | - Definitionen und Zuordnung bestimmter Aufgaben und Verantwortlichkeiten - Definition eines bestimmten Pflegequalitätsniveaus oder -ziels für einen Staat                          | Jede Pflegekraft innerhalb des Geltungsbereichs des Gesetzes (national)                                                                       |
| Expertenstandard              | - Qualitätsnorm                                     | - Definition des nationalen Qualitätsniveaus - Vereinheitlichung pflegerischer Handlungen - Ermöglichen der fachpraktischen Evaluation | - Beschreibung einzuhaltender Qualitätsnormen auf der Prozess-, Struktur und Ergebnisebene                                                                                          | Jede Pflegekraft innerhalb des Staatsgebiets (national) und Pflegeempfängern mit einem bestimmten dem Standard zugeordnetem Pflegeproblem     |
| Allgemeiner Handlungsstandard | - Mesostandard - Mikrostandard - Standardpflegeplan | - Einarbeitung neuer Mitarbeiter - Vereinfachung der Pflegedokumentation - Vereinheitlichung der Durchführung pflegerischer Maßnahmen  | - Beschreibung typischer Pflegemaßnahmen bei speziellen Pflegeproblemen oder klinischen Diagnosen                                                                                   | Alle Pflegekräfte innerhalb einer Einrichtung und Pflegeempfängern mit einem bestimmten dem Standard zugeordnetem Pflegeproblem oder Diagnose |
| Spezieller Handlungsstandard  | - Mikrostandard - Handlungsanweisung - Pflegeplan   | - Orientierungshilfen für die Praxis - Vereinheitlichung der Durchführung einzelner Pflegemaßnahmen                                    | - Ablauf und Durchführung einzelner Pflegeinterventionen - Beschreibung einzelner organisatorischer Abläufe                                                                         | Alle mit der Durchführung des beschriebenen Vorgangs betrauten Mitarbeiter einer Einrichtung                                                  |

## Beitrag von Expertenstandards
Ein Expertenstandard ist ein Instrument der Qualitätsentwicklung in der Pflege, der im Sinne des Evidence Based Nursing mit wissenschaftlichen Methoden erarbeitet und überprüft wird. Er stellt dar, wie professionelle Pflege in Einrichtungen des Gesundheitswesens und der Altenhilfe durchgeführt werden soll, und liefert hierzu die Begründungen und Erläuterungen.
In Deutschland erarbeitet das Deutsche Netzwerk für Qualitätsentwicklung in der Pflege (DNQP) seit 1999 Nationale Expertenstandards. Ihre Entwicklung erfolgt in fünf Schritten: Expertenarbeitsgruppe, Literaturanalyse, Konsensuskonferenz, Implementierung in den Praxisfeldern, Aktualisierung. 
Es erschienen bisher folgende Expertenstandards:
- Dekubitusprophylaxe (2. Aktualisierung, Juni 2017[13])
- Entlassmanagement
- Schmerzmanagement in der Pflege bei akuten Schmerzen (1. Aktualisierung, Dezember 2011[14])
- Schmerzmanagement in der Pflege bei chronischen Schmerzen (1. Aktualisierung, Dezember 2011[15])
- Sturzprophylaxe
- Förderung der Harnkontinenz
- Ernährungsmanagement zur Sicherung und Förderung der oralen Ernährung in der Pflege (1. Aktualisierung, Januar 2017[16])
- Pflege von Menschen mit chronischen Wunden (1. Aktualisierung, September 2015[17])

Die Methodik orientiert sich an der Entwicklung ärztlicher Leitlinien, die auf der Basis eines Überblicks des wissenschaftlichen Kenntnisstandes, überprüfbarer Therapieerfolge und von Expertenkonsens im Rahmen der evidenzbasierten Medizin erarbeitet werden.
Die Nationalen Expertenstandards sollen zu einer Vereinheitlichung der angewendeten Standards führen. Die Nutzung wissenschaftlicher Ressourcen ist Ausdruck der weiteren Professionalisierung der Pflegeberufe.
Bemängelt wird, dass eine akademische Debatte um Expertenstandards nicht das Problem lösen könne, wie die Pflegekräfte in den einzelnen Einrichtungen einen Konsens für ihr konkretes Handeln finden sollen.

## Kritik an Pflegestandards
- zu formalisiertes Herangehen an eine interaktive Pflegesituation
- beinhalten selbstverständliche Themen, die zur Grundausbildung einer Pflegefachkraft gehören
- unklare Definition des Pflegeniveaus (kein fachsprachlicher Ausdruck)
- fehlende aktuelle pflegerische Erkenntnisse – oftmals Fortschreibung von tradiertem Wissen oder veralteter Lehrbuchmeinungen ohne aktuelle Überprüfung
- fehlende Literaturangaben
- Standards behandeln alle Bewohner/Patienten gleich, es sei denn, gut geschultes Personal geht auf die persönlichen Belange des Bewohners/Patienten ein

Ob diese Punkte jeweils zutreffen, hängt sehr stark vom Herangehen der Pflegenden an ihre Aufgabe ab. Auch zu geringe Personalausstattung und zu geringe Qualifikation kann zur „blinden“ Anwendung eines Standards führen, der eine genaue Auflistung des idealen Handlungsablaufs enthält, wie er vom Pflegepersonal durchgeführt werden soll.